# مولي هنتر
مولي هنتر (بالإنجليزية: Mollie Hunter)‏ (30 يونيو 1922 في المملكة المتحدة - 31 يوليو 2012، إنفرنيس في المملكة المتحدة)؛ كاتِبة مُتخصِّصة في أدب الأطفال وروائية بريطانية.